# Hospital da Condesa
Hospital da Condesa est une localité du municipio de Pedrafita do Cebreiro, dans la comarque de Os Ancares, province de Lugo, communauté autonome de Galice, au nord-ouest de l'Espagne.
Cette localité est une halte sur le Camino francés du Pèlerinage de Saint-Jacques-de-Compostelle.

## Géographie

### Localités ou sites voisins
| Nord-ouest Padornelo (municipio de Pedrafita do Cebreiro)                                               | Nord Route LU-4503 vers Nullán et Alence (municipio de As Nogais) | Nord-est Barxamaior (gl) et Foxos (municipio de Pedrafita do Cebreiro) |
| Ouest Louzarella (municipio de Pedrafita do Cebreiro) et Teixeira (gl) (municipio de Folgoso do Courel) |                                                                   | Est O Cebreiro (municipio de Pedrafita do Cebreiro)                    |
| Sud-ouest Seixo (municipio de Pedrafita do Cebreiro)                                                    | Sud Pacios (municipio de Pedrafita do Cebreiro)                   | Sud-est Liñares (municipio de Pedrafita do Cebreiro)                   |

## Patrimoine et culture

### Pèlerinage de Compostelle
Sur le Camino francés du Pèlerinage de Saint-Jacques-de-Compostelle, on vient de Liñares, dans le municipio de Pedrafita do Cebreiro.
La prochaine localité traversée est Padornelo, toujours dans le municipio de Pedrafita do Cebreiro.